# Ornuška vas
Ornuška vas je naselje v Občini Mokronog - Trebelno.